# Лавалье, Хосе Мария
Хосе́ Мари́я Лава́лье (исп. José María Lavalle Covarrubias; 21 апреля 1902, Лима, Перу — 17 июля 1984) — перуанский футболист, нападающий, участник чемпионата Южной Америки 1927, чемпионата мира 1930 года, ЧЮА 1935 и ЧЮА 1937.

## Карьера

### Клубная
Хосе Мария Лавалье всю карьеру играл за клуб «Альянса Лима» в чемпионате Перу. Шесть раз вместе с клубом становился чемпионом страны.

### В сборной
Хосе дебютировал в составе национальной сборной на чемпионате Южной Америки 1927, сыграл на турнире 3 матча.
Тремя годами позже играл на чемпионате мира в Уругвае, выходил на поле в обоих матчах сборной.
Также принимал участие в матчах на Кубок Южной Америки в 1935 и 1937 годах.
| Матчи и голы Хосе Марии Лавалье за сборную Перу | Матчи и голы Хосе Марии Лавалье за сборную Перу | Матчи и голы Хосе Марии Лавалье за сборную Перу | Матчи и голы Хосе Марии Лавалье за сборную Перу | Матчи и голы Хосе Марии Лавалье за сборную Перу | Матчи и голы Хосе Марии Лавалье за сборную Перу | Матчи и голы Хосе Марии Лавалье за сборную Перу |
| ----------------------------------------------- | ----------------------------------------------- | ----------------------------------------------- | ----------------------------------------------- | ----------------------------------------------- | ----------------------------------------------- | ----------------------------------------------- |
| №                                               | Дата                                            | Место проведения                                | Соперник                                        | Счёт                                            | Голы                                            | Турнир                                          |
| 1                                               | 1 ноября 1927                                   | Лима, Перу                                      | Уругвай                                         | 0:4                                             | -                                               | Чемпионат Южной Америки по футболу 1927         |
| 2                                               | 13 ноября 1927                                  | Лима, Перу                                      | Боливия                                         | 3:2                                             | -                                               | Чемпионат Южной Америки по футболу 1927         |
| 3                                               | 27 ноября 1927                                  | Лима, Перу                                      | Аргентина                                       | 1:5                                             | -                                               | Чемпионат Южной Америки по футболу 1927         |
| 4                                               | 14 июля 1930                                    | Монтевидео, Уругвай                             | Румыния                                         | 1:3                                             | -                                               | Чемпионат мира 1930                             |
| 5                                               | 18 июля 1930                                    | Монтевидео, Уругвай                             | Уругвай                                         | 0:1                                             | -                                               | Чемпионат мира 1930                             |
| 6                                               | 13 января 1935                                  | Лима, Перу                                      | Уругвай                                         | 0:1                                             | -                                               | Чемпионат Южной Америки по футболу 1935         |
| 7                                               | 20 января 1935                                  | Лима, Перу                                      | Аргентина                                       | 1:4                                             | -                                               | Чемпионат Южной Америки по футболу 1935         |
| 8                                               | 26 января 1935                                  | Лима, Перу                                      | Чили                                            | 1:0                                             | -                                               | Чемпионат Южной Америки по футболу 1935         |
| 9                                               | 27 декабря 1936                                 | Буэнос-Айрес, Аргентина                         | Бразилия                                        | 2:3                                             | -                                               | Чемпионат Южной Америки по футболу 1937         |
| 10                                              | 6 января 1937                                   | Буэнос-Айрес, Аргентина                         | Уругвай                                         | 2:4                                             | -                                               | Чемпионат Южной Америки по футболу 1937         |
| 11                                              | 24 января 1937                                  | Буэнос-Айрес, Аргентина                         | Парагвай                                        | 1:0                                             | 1                                               | Чемпионат Южной Америки по футболу 1937         |

Итого: 11 матчей / 1 гол; 3 победы, 0 ничьих, 8 поражений.